# ويليام والتر ديفيز
ويليام والتر ديفيز (9 أغسطس 1833 - 25 نوفمبر 1906) زعيم لمجموعة منشقة من قديسي الأيام الأخيرة تسمى مملكة السماء ، والتي كانت تقع بالقرب من والا والا، في واشنطن، من عام 1867 إلى عام 1881.
وُلِد ديفيز في مقاطعة إيجلويسفاش في ويلز، لعائلة ميثودية. اعتنق المورمونية؛ وعُمِّده في 11 نوفمبر 1849؛ وهاجر من ويلز إلى الولايات المتحدة في عام 1854؛ وهاجر إلى إقليم يوتا في يوليو وأكتوبر 1855 باعتباره رائدًا مورمونيًا للانضمام إلى تجمع أعضاء كنيسة يسوع المسيح لقديسي الأيام الأخيرة. في عام 1857، أصيب ديفيز بخيبة أمل تجاه قيادة كنيسة يسوع المسيح لقديسي الأيام الأخيرة بعد مذبحة ماونتن ميدوز، وأصبح تابعًا للزعيم المنشق جوزيف موريس.
بعد حرب الموريسين عام 1862، انتقل ديفيز مع عدد من الموريسين إلى مقاطعة دير لودج، مونتانا. أثناء وجوده في مونتانا، ادعى ديفيز أنه حصل على سلسلة من الوحي التي وجهته إلى إنشاء "مملكة السماء" بالقرب من والا والا، واشنطن. انتقل ديفيز وأربعون من أتباعه إلى هناك في عام 1866 وأسسوا مجتمعًا مشتركًا على مساحة 80 فدانًا. كان ديفيز يمتلك الملكية القانونية لجميع ممتلكات مملكة السماء.
كان الاختلاف الرئيسي الذي أحدثه ديفيز عن التيار السائد للمورمونية هو تعليمه عن التناسخ. لقد علم أتباعه أنه كان رئيس الملائكة ميخائيل، الذي عاش في السابق حياة آدم وإبراهيم وداود في الكتاب المقدس. عندما ولد ابنه آرثر في 11 فبراير 1868، أعلن ديفيز أن الطفل هو يسوع المسيح المتجسد؛ بعد الإعلان، تضاعف حجم أتباع ديفيز؛ وجاء معظم المتحولين الجدد من سان فرانسيسكو، كاليفورنيا، وبورتلاند، أوريجون. عندما ولد ابن ديفيز الثاني، ديفيد، في عام 1869، أُعلن أنه الله الآب.
بدأت مملكة السماء بالانهيار في عام 1880، عندما توفي طفلا ديفيز بسبب الخناق. قام بعض أتباع ديفيز برفع دعوى قضائية ضده وفازوا بحكم ضده بقيمة 3200 دولار. ونتيجة لذلك، اضطر ديفيز إلى بيع ممتلكات المملكة، الأمر الذي أدى في الأساس إلى إغلاق المملكة.في وقت تفككها، كان عدد أعضاء المجموعة 43. انتقل ديفيز إلى معسكر كان يملكه في ميل كريك وحاول لفترة وجيزة إحياء أتباعه، لكنه استسلم في النهاية وانتقل إلى سان فرانسيسكو. عاد ديفيز إلى والا والا قبل وقت قصير من وفاته في عام 1906، ودُفن في مقبرة ليونز شمال طريق ميل كريك.